# François-Mathurin Gourvès
François-Mathurin Gourvès (né le 17 juin 1929 à Plougastel-Daoulas dans le Finistère et mort le 12 août 2020 à Plumergat) est un évêque catholique français, évêque de Vannes de 1991 à 2005 puis évêque émérite de Vannes de 2005 à 2020. 

## Biographie
Né Mathurin Gourvès, il est le fils de François Gourvès, agriculteur, et de son épouse Geneviève, née Thomas.

### Formation
Après avoir été élève de l'Institut d'études politiques de Paris (IEP), Mathurin Gourvès entre au Grand séminaire de Quimper, avant de poursuivre sa formation à l'université pontificale grégorienne à Rome et à l'Institut catholique de Paris. Il est titulaire d'une licence de théologie. Par la suite, il complètera sa formation à l'Institut des sciences sociales du travail de Paris.
Le 6 avril 1953, il est ordonné prêtre pour le diocèse de Quimper.

### Principaux ministères

#### Prêtre
Après avoir été vicaire à Landerneau, il devient aumônier diocésain de la Jeunesse ouvrière chrétienne (JOC/JOCF) de 1957 à 1967. En 1969, il est nommé curé doyen de Saint-Sauveur à Brest jusqu'en 1975 où il devient vicaire général. En 1989, il est mis à la disposition de l'épiscopat français comme secrétaire général de la Commission sociale.

#### Évêque
Nommé évêque coadjuteur de Vannes le 19 décembre 1990, il est consacré le 24 février 1991 et ajoute alors François devant son prénom. Il devient évêque titulaire de Vannes le 16 novembre 1991. En 1996, François-Mathurin Gourvès rattache ses radios diocésaines, alors au nombre de trois, au réseau RCF. En septembre 1996, il est à l'origine de la venue de Jean-Paul II en France. Il est le premier pape à fouler la terre bretonne, à Sainte-Anne-d'Auray, seul lieu aujourd'hui connu où sainte Anne, mère de Marie, grand-mère du Christ, serait apparue. Le pape y tient un discours sur les familles entré dans l'histoire. Ce voyage marque même un tournant dans ses vingt-sept ans de pontificat, un an avant les JMJ en France.
Le pape Benoît XVI, ayant accepté la démission de la charge pastorale d'évêque de Vannes que lui a présentée François-Mathurin Gourvès lorsqu'il a atteint l'âge de 75 ans conformément au canon 401.1 du code de droit canon, a nommé pour lui succéder Raymond Centène le 28 juin 2005. 
François-Mathurin Gourvès est évêque émérite du diocèse de Vannes jusqu'à sa mort survenue en 2020.
Après la consécration de son successeur, il se retire à Plougastel-Daoulas, sa commune natale. Il y réside de 2015 jusqu'à son décès en 2020 à Sainte-Anne d'Auray. Durant sa retraite, il participe à l'aumônerie de la Marine nationale en prêtant son concours à la base navale de Brest comme aumônier militaire bénévole jusqu'à ce que ses problèmes de santé l'obligent à démissionner.
Ses obsèques se déroulent le 17 août 2020 en la basilique Sainte-Anne d'Auray. Dans l'après-midi, il est inhumé dans la crypte de la cathédrale Saint-Pierre de Vannes.